# Християнство в Гані
Християнство в Гані — найбільша релігія в країні. В ході перепису 2010 року 71,2 % населення назвали себе християнами. Християнські релігійні свята — Різдво та Великдень в Гані є національними святами.

## Загальні відомості
Першими християнами на території Гани були португальці, котрі прибули сюди в другій половині XV століття. Активну місію серед племен, котрі населяли Гану почали протестанти в XIX столітті. ХХ століття характеризувався широким розповсюдженням п'ятидесятиного руху, поступово ставши найбільшою християнською конфесією країни.
Згідно першого перепису населення в незалежній Гані (в 1960 році) 41 % населення належали до християнству (в тому числі 25 % протестанти, 13 % католики та 2 % п'ятидесятники). Доля християн неукліно росла (в 1970 році — 53 %; в 1985 — 62 %). За даними перепису 2000 року християни складали 68,8 % населення (п'ятидесятники та харизмати — 24,1 %; інші протестанти — 18,6 %; католики 11,5 %).Нарешті, перепис 2010 року повідомив про 71,2 % християн (п'ятидесятники та харизмати — 28,3 %; інші протестанти — 18,4 %; католики — 13,1 %; інші християни — 11,4 %).
В 1924 році частина християнських церков організували Християнську раду Золотого берегу (зараз — Християнська рада Гани). На сьогодні рада входить до Всесвітньої ради церков. Частина консервативних євангельських церков об'єднані в Національну асоціацію євангелістів Гани (філіал Всесвітнього євангельского альянсу).

## Католіцизм

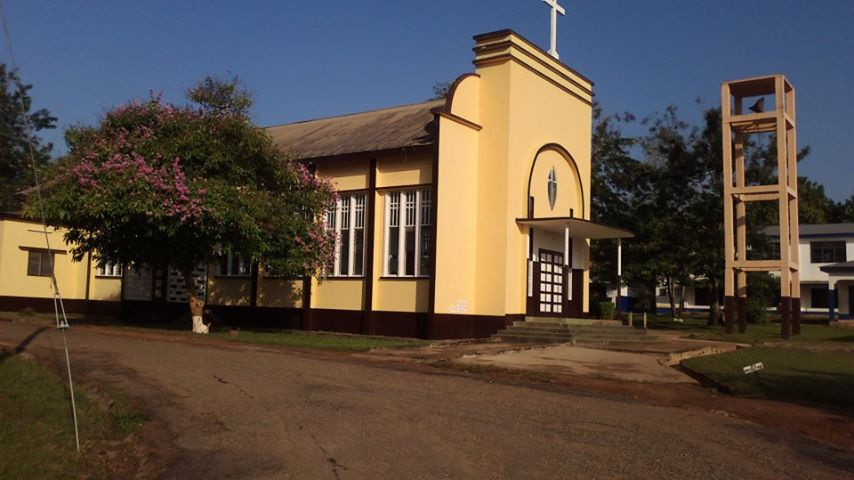
Каплиця при симінарії

Католічна Церква присутня на території країни з кінця XV століття. Проте широке служіння на території Гани було розпочато лише в XIX столітті. В 1879 році була створена апостольська префектура Золотого Берегу.
За даними переписів населення доля католиків складала 13 % (в 1960 році), 15,1 % (в 2000 році) та 13,1 % (в 2010 році). Католіцизм найбільш розповсюджений на узбережжі, в центральних регіонах країни та серед ашанті. Територія країни розділена на 4 архієпархій та 1 апостольський вікаріат.

## Протестантизм

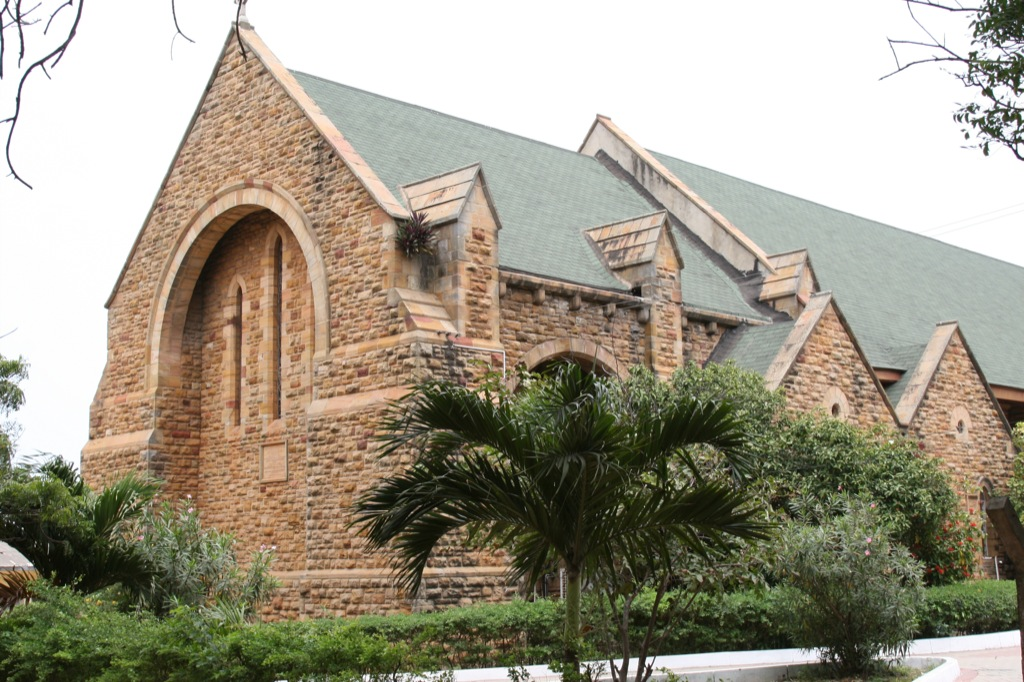
Англіканський собор в Аккрі

Першими протестантами на території Гани були моравські брати та англікани (XVIII століття), проте служіння обох груп спочатку не було успішним і перервалось. Постійна місіонерська робота серед місцевого населення була розпочата лише в 1828 році швейцарською Базельською місією. З середини ХХ століття в країну прибувають методистські, баптиські та адвентиські місіонери. З середини ХХ століття в Гані широко розповсюджується п'ятидесятництво.
На теперішній час найбільшою протестантською групою в країні є п'ятидесятники та незалежні харизмати (6,9 млн або 28,3 % населення). Іншими великими конфесіями нараховується кілька сот тисяч віруючих кожна є методисти, пресвітеріани, Новоапостольська церква та адвентисти сьомого дня.

## Православ'я
В середині ХХ століття в Гані існувала громада православних греків, проте, після зверженя першого президента незалежної Гани Кваме Нкрума всі греки покинули країну. В 1970-х роках представники Александрійської православної церкви встановили контакт з незалежною протестантською групою, котра іменує себе як Африканська вселенська православна кафолічна церква. В 1982 році дана організація приєдналась до Александрійської православної церкви, ставши Православною церквою Гани. В 1997 році був рукопокладений перший єпископ церкви. Численість православних християн в Гані оцінювається в 3 тисячі чоловік.

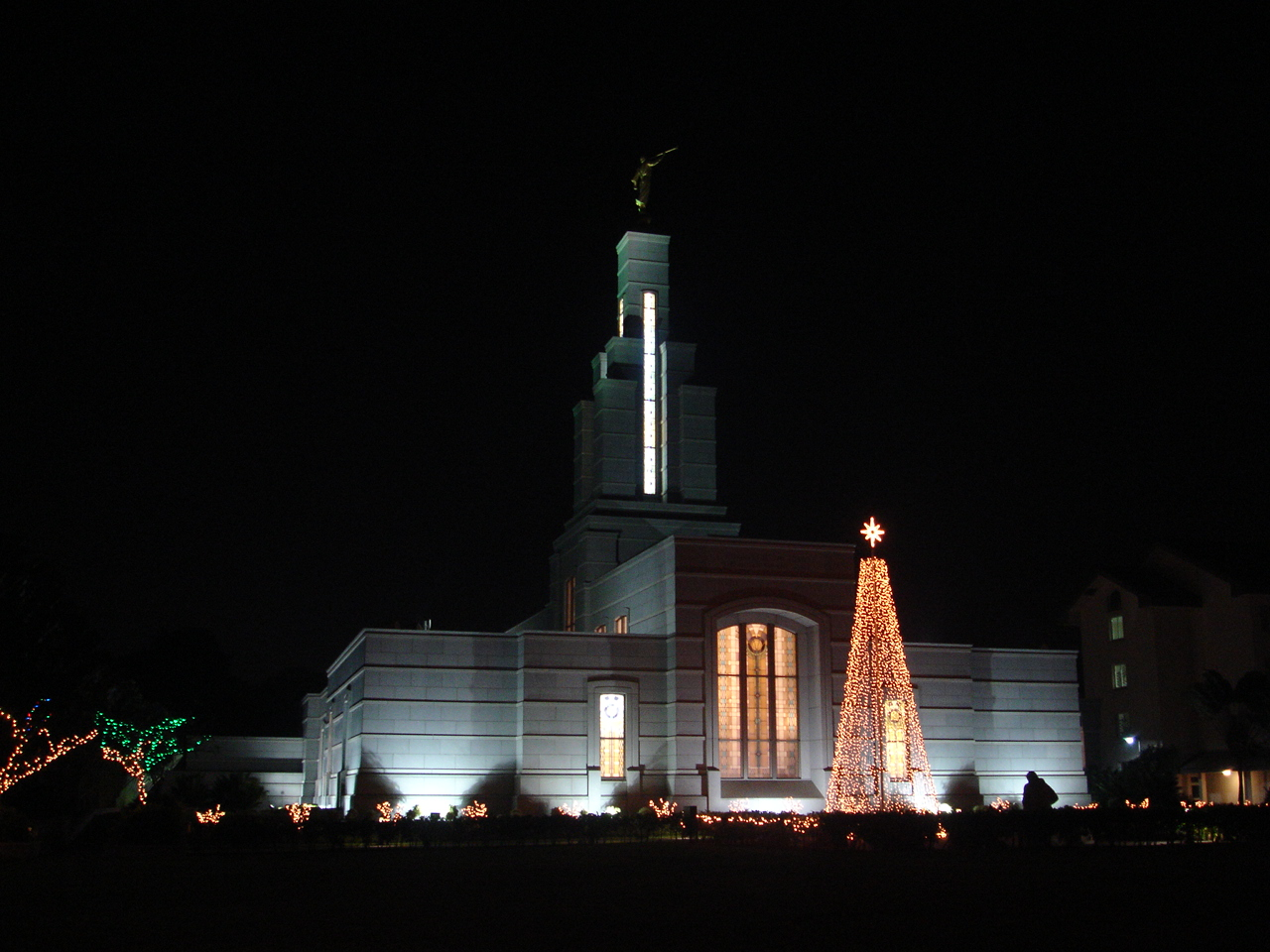
Храм мормонів в Аккрі

## Маргінальне християнство
Приблизно 270 тисяч мешканців країни є парафіянами громад маргінального християнства. Свідки Єгови почали проповідувати в Гані в 1924 році. На сьогодні організація заявляє про 200 тис. віруючих.
Церква Ісуса Христа святих останніх днів присутня в країні з 1978 року і об'єднує 52 тисячі чоловік. З 1897 року в країні діє Церква Нового Єрусалиму (сведенборгіани, 300 віруючих).